# Edvard VIII. Britanski
Edvard VIII. Britanski (pravo ime Edward Albert Christian Andrew Patrick David, kasneje vojvoda Windsorski), kralj Združenega kraljestva in cesar Indije, * 23. junij 1894, † 28. maj 1972.
Bil je sin britanskega kralja Jurija V. Kot mladenič je med prvo svetovno vojno služil v britanski vojski, kasneje pa je v imenu svojega očeta veliko potoval po kraljestvu in obiskoval podanike. Postal je priljubljena javna osebnost, po drugi strani pa je imel tudi sloves ženskarja in je povzročal očetu mnogo skrbi zaradi rednih afer s starejšimi, poročenimi ženskami.
Ob smrti očeta 20. januarja 1936 je postal kralj. Tudi v tej vlogi je nadaljeval z nespoštovanjem protokola, posebne skrbi pa je vzbujalo njegovo razmerje z Američanko Wallis Simpson, ki se je v tistem času ločevala od svojega drugega moža, kar je bilo za voditelja Angleške cerkve popolnoma neprimerno. Ker se ji ni želel odpovedati, hkrati pa je zaradi tega grozilo, da bo povzročil politično krizo v kraljestvu, se je namesto tega odpovedal prestolu in 10. decembra 1936 odstopil. 326 dni trajajoča vladavina je bila ena najkrajših v britanski zgodovini in nikoli ni bil kronan. 
Prejel je naziv vojvoda windsorski in se junija naslednje leto poročil s svojo izvoljenko. Par je kljub nasprotovanju vlade odšel na turnejo po Nemčiji, kjer je navezal stike s Hitlerjem, o čemer so takrat obširno poročali nemški mediji. V času izbruha druge svetovne vojne sta bila z ženo v Franciji, od koder sta prebegnila na Portugalsko, od tam pa so ju proti njuni volji prepeljali nazaj v domovino. Zaradi suma, da simpatizirata z Nacisti, je Churchillova vlada Edvarda imenovala za guvernerja Bahamov ter ju tako spravila s poti. Po vojni sta se vrnila v Francijo in tam ostala do konca Edvardovega življenja. 

## Pred vladavino
Princ Edvard se je rodil je v času vladavine svoje prababice kraljice Viktorije kot prvi sin princa Jurija in princese Marije, takrat vojvode in vojvodinje Yorške. Njegov oče je bil drugi sin Edvarda in Aleksandre, takrat valižanskega princa in princese. Hitro po prihodu Edvardovega očeta na prestol je bil Edvardu dan tradicionalen prestolonasledniški naziv valižanskega princa.
Njegovi starši so bili izključeni iz sinovega izobraževanja, za kar je bilo zaupano raznim guvernantam, kot je bil to običaj med takratno aristokracijo. Kot je bilo običajno med moškimi člani britanske kraljevske družine, je princ Edvard zaključil vojno šolo. Ko je izbruhnila prva svetovna vojna, je bil dvajsetletni princ kvalificiran za služenje vojaškega roka in se je pridružil vojski. Njegova želja, da sodeluje v odprtem spopadu, ni bila spoštovana zaradi strahu pred ugrabitvijo prestolonaslednika. Edvard je pogosto prezrl te prepovedi, zato je bil po koncu vojne izjemno popularen med veterani. Leta 1918 je zaključili usposabljanje in prejel dovoljenje za upravljanje vojaškega letala.
Po začetku vojne je začel prevzemati nekatere očetove dolžnosti in se tako pripravljal na svojo bodočo vlogo kralja. Šel je na turneje po celem Britanskem cesarstvu in postal zelo priljubljen, čeprav je bilo že takrat začutiti njegove bodoče nacionalistične ideje. Na vrhuncu svoje popularnosti je bil modna ikona in najbolj fotografirana oseba na svetu.
Leta 1930 je dobil lastno rezidenco zunaj Buckinghamske palače. Bil je v razmerju z več poročenimi ženskami in zadnja od njih, igralka Mildred Harris, ga je predstavila Američanki Wallis Simpson (roj. Wallis Warfield). Razmerje z Wallis se je začelo še v času njenega drugega zakona, ki se je nedolgo po tem končal z ločitvijo, tako kot prvi. Njegovi starši niso bili zadovoljni s tem načinom Edvardovega življenja in na Wallis je cela kraljevska družina gledala s prezirom in nezaupanjem. Edvardovo razmerje z Wallis je kljub neodobravanju cele družine napredovalo in par se je vse bolj zbliževal.

## Vladavina
Kralj Jurij V. je 20. januarja 1936 umrl in krona je avtomatično prešla v Edvardove roke, ki je v trenutku očetove smrti postal kralj Edvard VIII. Na Edvardov padec popularnosti med politiki ni vplivalo le njegovo napredujoče razmerje z Wallis, bolj je vplivalo njegovo sodelovanje v politiki in kritiziranje vlade zaradi njenega neuspeha pri zagotavljanju življenjsko potrebnih sredstev za nezaposlene rudarje v Walesu. Meni se, se da je Edvard narobe razumel svojo vlogo konstitucionalnega vladarja in da je želel aktivno sodelovati v vodenju države, na kar so člani vlade gledali z neodobravanjem. Poleg tega je Edvard po prihodu na prestol prekršil veliko kraljevskih tradicij. Irec George Andrew McMahon je 16. julija 1936 pokušal narediti atentat na Edvarda, vendar brez uspeha.
Kljub nepopularnosti med člani vlade je Edvard imel veliko podporo naroda, vse do objave njegovega namena, da se poroči z Wallis Simpson, ko bo njena ločitev legalizirana. Medtem je Edvardov predsednik vlade, Stanley Baldwin, opozoril kralja, da narod ne bo priznal Wallis za kraljico, saj je bila Američanka in njeni dve ločitvi ni priznavala angleška cerkev, kateri nominalni poglavar je bil Edvard. Edvard je zatem predlagal morganatsko zakonsko zvezo, po kateri bi Edvard ostal kralj, vendar Wallis ne bi postala kraljica in Edvardovi otroci iz tega zakona ga ne bi mogli naslediti. Ta možnost je bila zavrnjena. Predsednik vlade Baldwin je zatem kralju dal tri možnosti: da zapusti idejo o zakonu z Wallis, da se z njo poroči proti željam svojih ministrov ali da abdicira. Edvard je izbral tretjo možnost.

## Po vladavini
Edvard je 10. decembra 1936 v prisotnosti svojih treh bratov podpisal dokumente, s katerimi je potrdil svojo abdikacijo. Njegova zadnja odločitev kot kralj je bil kraljevi pristanek na objavo akta o njegovi abdikaciji. Vse kronske zemlje Commonwealtha so priznale ta dokument istega dna, ko je bil podpisan, razen Irske, zato je zakonsko Edvard ostal kralj Irske do 11. decembra 1936. Nedolgo po svoji abdikaciji se je Edvard pojavil v živo na televiziji, kjer je bil predstavljen kot princ Edvard, da bi pojasnil svojo odločitev o zapustitvi dolžnosti monarha, rekoč, da to ne bi bilo mogoče brez podpore ženske, ki jo ljubi. V trenutku njegove abdikacije je krona prešla v roke najstarejšega od njegovih treh mlajših bratov, Jurija VI., čigar hčerka Elizabeta je postala dedna naslednica.

### Novi naziv in zakon
Dva dneva po abdikaciji je Edvard od brata, novega kralja, dobil na novo ustvarjen naziv vojvoda Windsorski. S posebno pravno odredbo mu je bil vrnjen naslov kraljevska visokost, vendar je bilo določeno, da njegova žena in otroci ne bodo isto naslovani in da njegovi otroci ne bodo imeli mesta v nasledstvu na prestol. Edvard je tej odločbi ugovarjal, rekoč, da je njegova bodoča žena po tradiciji in zakonu upravičena do kraljevskega naslovanja, vendar so bile njegove zahteve preslišane.
Edvard in Wallis sta se poročila 3. junija 1937, vendar se člani kraljevske družine na zahtevo kralja Jurija VI. poroke niso udeležili. Edvardov odnos s člani družine se je naglo poslabšal, zlasti odnos z mamo. Novoporočeni par je odšel v Francijo, od kamor se je Edvard nameraval vrniti v Britanijo po dveh letih navideznega izgnanstva. Tej odločitvi so nasprotovali njegov brat in svakinja s podporo njegove matere in mu zagrozili, da mu bodo prenehali plačevati dogovorjeno vsoto denarja. Novi kralj je moral Edvardu plačati tudi za hišo Sandringham in grad Balmoral, ki pa ju je Edvardovi nasledil po očetu in nista prešli v Jurijevo lastnino skupaj s krono.

### Obtožbe nacizma
Leta 1937, tik pred začetkom druge svetovne vonje, sta bila vojvoda in vojvodinja Windsorska kljub neodobravanju britanske vlade na obisku v Nemčiji pri Adolfu Hitlerju. Med tem obiskom je Edvard nacistično pozdravil Hitlerja. Po tem kontroverznem obisku pri vodji nacistov se je vojvodski par vrnil v Francijo, leta 1939 pa v Veliko Britanijo.
Leta 1940 je nemški veleposlanik v Haagu trdil, da je vojvoda Windsorski izdal britanske načrte o obrambi Belgije. Po nemški invaziji na jugu Francije sta Edvard in Wallis pobegnila v Španijo. Predsednik vlade Winston Churchill je zagrozil Edvardu z vojaško tožbo, če se vrne na zemljo Commonwealtha. Edvard se je nato preselil na Bahame, kjer je bil imenovan za guvernerja. Bahame je nazival s tretjerazredno britansko kolonijo, čeprav je skušal pomagati svojemu revnemu prebivalstvu.
Edvardovi sodobniki so menili, da je imel Edvard raje fašizem kot pa komunizem in da je podpiral zavezništvo z Nemčijo. Hitler je Edvarda smatral za prijatelja njegove nacistične ideologije in državne organizacije ter je Edvardovo abdikacijo imenoval za svojo veliko izgubo. Številni zgodovinarji menijo, da, če bi imel možnost, bi bil Hitler pripravljen vrniti Edvarda na britanski prestol in s tem uvesti fašizem v Veliki Britaniji. Splošno prepričanje je, da sta bila Edvard in Wallis nagnjena k fašizmu dolgo pred izbruhom druge svetovne vojne in sta bila poslana na Bahame z namenom, da bi s tem preprečili njuno fašistično dejavnost v Veliki Britaniji. Sam Churchill je verjel, da je vojvoda Windsorski predstavljal nevarnost za svoje nekdanje kraljestvo. Po vojni je Edvard v svojih spominih priznal, da je bil fasciniran nad takratno Nemčijo, vendar je zanikal svoje težnje proti nacizmu in opisal Hitlerja za smešno osebo predramatičnega smisla za izražanje in prevelikih pričakovanj.

### Zadnja leta
Po koncu vojne sta se Edvard in Wallis vrnila v Pariz, kjer jima je bila dodeljena privatna rezidenca. Edvard vse od takrat, ko je bil bahamski guverner, ni več prevzemal nobene poklicne vloge. Nekaj časa je preživel v New Yorku in bil gost od predsednika Nixona v Beli hiši.
Edvardova družina ni nikoli sprejela Wallis in se formalno sestala z njo. Edvard je obiskoval svojo mamo in brata in se udeležil pogreba svojega brata, vendar se njegov odnos z materjo ni nikoli popravil. Umrl je 28. maja 1972 za rakom na grlu.